# Ramiz Novruz
Ramiz Novruz (en azéri: Ramiz Qəvvam oğlu Novruzov; né le 25 mai 1955 à Samedabad, district de la région de Pouchkine, à présent Bilasuvar, en Azerbaïdjan, et mort le 21 février 2023 à Bakou) est un acteur de théâtre  et de cinéma d'Azerbaïdjan, Artiste du peuple de la République d'Azerbaïdjan (1998).

## Biographie
En 1974, Ramiz Novruz entre à la Faculté de théâtre de l'Institut national des arts d'Azerbaïdjan, du nom de Mirzagha Aliyev. Il est diplômé du cours dirigé par le réalisateur Adil Iskandarov en 1978. Ensuite il est envoyé au Théâtre dramatique d'État de Sumgayit, du nom de H. Arablinski. il interprète les rôles du prince Zvezdich ("Mascarade", M. Lermontov) et d autres.
Il rejoint la troupe du Théâtre dramatique national académique d'Azerbaïdjan en 1981. On lui confie des rôles d'envergure et complexes dans les pièces produites par le collectif.
Ramiz Novruz écrit plusieurs pièces de théâtre, dont deux sont mises en scène. Sa première pièce, "Le premier mois de l'année du cheval", qui raconte les événements du 20 janvier, est  mise en scène en 1992 au Théâtre de Ganja sous la direction de B. Osmanov. Fin 1992, cette pièce a été tournée sur AzTV sous la direction du réalisateur B. Osmanov.
La pièce « Ils n'ont pas encore dit je t'aime », écrite en 1996, est jouée au Théâtre dramatique national académique d'État d'Azerbaïdjan en 2002 sous la direction de B. Osmanov. En outre, il traduit le "Cylindre" d'Eduardo de Filippo du russe à l'Azerbaïdjanais et le mis en scène en tant que réalisateur, et joue également le rôle d'Attillio dans cette œuvre. Il est lauréat de festivals internationaux de théâtre.
Ramiz Novruz reçoit le titre honorifique d'Artiste émérite de la République d'Azerbaïdjan en 1993 et d'Artiste du peuple de la République d'Azerbaïdjan en 1998 pour ses services dans le domaine de l'art théâtral. Il reçoit le Prix présidentiel le 9 mai 2012, le 30 avril 2014, le 6 mai 2015, le 6 mai 2016 et le 1er mai 2017. Le 9 mai 2018, il reçoit la bourse individuelle du Président de la République d'Azerbaïdjan et le « Diplôme honorifique du Président de la République d'Azerbaïdjan » le 29 octobre 2019.